# Цефтазидим
Цефтазидим (новолат. Ceftazidime) — цефалоспориновый антибиотик III поколения для парентерального применения, широкого спектра действия.
Цефтазидим входит в перечень жизненно необходимых и важнейших лекарственных препаратов.

## Фармакологическое действие
Цефтазидим действует бактерицидно, нарушая синтез клеточной стенки микроорганизмов. Устойчив к действию большинства β-лактамаз.
Взаимодействует (ацетилирует) со специфическими пенициллинсвязывающими белками (рецепторы бета-лактамных антибиотиков) на поверхности цитоплазматической мембраны, тормозит синтез пептидогликана клеточной стенки (ингибирует транспептидазу и образование поперечных связей между цепочками пептидогликана) и активирует аутолитические ферменты клеточной стенки, вызывая её повреждение и гибель бактерий.
Действует на многие штаммы, устойчивые к ампициллину и другим цефалоспоринам.
- Активен в отношении грамотрицательных микроорганизмов: Pseudomonas spp., в том числе Pseudomonas aeruginosa, Klebsiella spp., в том числе Klebsiella pneumoniae, Proteus mirabilis, Proteus vulgaris, Escherichia coli, Enterobacter spp., включая Enterobacter aerogenes, Enterobacter cloacae, Citrobacter spp., включая Citrobacter diversus, Citrobacter freundii, Pasteurella multocida, Neisseria meningitidis, Haemophilus influenzae (включая штаммы, устойчивые к ампициллину).

- Активен в отношении грамположительных микроорганизмов: Staphylococcus aureus (продуцирующие и непродуцирующие пенициллиназу штаммы, чувствительные к метициллину), Streptococcus pyogenes (группа А бета-гемолитический стрептококк), Streptococcus agalactiae (группа В), Streptococcus pneumoniae; анаэробных микроорганизмов: Bacteroides spp. (многие штаммы Bacteroides fragilis резистентны).

- Активен in vitro против большинства штаммов следующих организмов (клиническое значение этой активности неизвестно): Clostridium perfringens, не включая Clostridium difficile, Acinetobacter spp., Haemophilus parainfluenzae, Morganella morganii, Neisseria gonorrhoeae, Peptococcus spp., Peptostreptococcus spp., Providencia spp., Providencia rettgeri, Salmonella spp., Shigella spp., Staphylococcus epidermidis, Yersinia enterocolitica.

Неактивен в отношении устойчивых к метициллину Staphylococcus spp., Streptococcus faecalis, Enterococcus spp., Listeria monocytogenes, Campylobacter spp. и Clostridium difficile.

## Фармакокинетика
После в/в введения Cmax достигается через 20-30 мин и составляет от 42 до 170 мкг/мл (в зависимости от дозы), при в/м — Cmax (17-39 мкг/мл) регистрируется спустя 1 ч. Связывание с белками плазмы составляет 10 % — 15 %, не вытесняя из связи с ними билирубин. Проникает практически во все органы и ткани, в том числе кости, глаза, мокроту, синовиальную, плевральную и перитонеальную жидкости. Плохо проходит через неповрежденный ГЭБ, проникновение в спинно-мозговую жидкость увеличивается при менингите. Легко проходит через плаценту, в незначительном количестве проникает в грудное молоко. T½ из плазмы — 1,9 ч (в/в) и 2 ч (в/м). Не биотрансформируется. Экскретируется в основном почками (80-90 % в неизмененном виде за 24 ч, причем 50 % выводится в первые 2 ч, 20 % — через 4 ч и 12 % — через 8 ч).

## Применение

### Показания
Инфекционно-воспалительные заболевания тяжелого течения, вызванные чувствительными к цефтазидиму микроорганизмами, в том числе перитонит, сепсис; холангит, эмпиема желчного пузыря; инфекции органов малого таза; пневмония, абсцесс легкого, эмпиема плевры; пиелонефрит, абсцесс почки; инфекции костей, суставов, кожи и мягких тканей, инфицированные раны и ожоги. Инфекционные процессы, вызванные проведением гемодиализа и перитонеального диализа. Тяжелые инфекционно-воспалительные заболевания у пациентов со сниженным иммунитетом.

### Противопоказания
Гиперчувствительность, в том числе к другим цефалоспоринам, беременность, кормление грудью.

### С осторожностью
Почечная недостаточность.

### Особые указания
Приготовленный раствор Цефтазидима для инъекций следует хранить при температуре не выше 25 °C. При температуре хранения от +15°С до +25°С раствор годен для использования в течение 18 часов. При температуре хранения от +2°С до +8°С раствор годен для использования в течение 120 часов.

## Способ применения
Цефтазидим предназначен только для парентерального введения. Цефтазидим вводят внутривенно (струйно медленно за 5 минут или капельно в течение 30—60 минут) либо внутримышечно. Режим дозирования цефтазидима устанавливается индивидуально, в зависимости от показаний, тяжести течения заболевания, чувствительности возбудителя, возраста, веса, функции почек у пациента.
Для внутримышечного введения препарат разводят водой для инъекций или 0,5—1 % раствором лидокаина.
Правила приготовления и введения растворов:
| Количество препарата | Объём воды д/инъекций для приготовления р-ра для в/м введении | Объём воды д/инъекций для приготовления раствора для в/в введения |
| -------------------- | ------------------------------------------------------------- | ----------------------------------------------------------------- |
| 500 мг               | 1,5 мл                                                        | 5 мл                                                              |
| 1 г                  | 3 мл                                                          | 10 мл                                                             |

Для приготовления инфузионного раствора раствор, полученный при разведении порошка, дополнительно разводят в 50—100 мл одного из перечисленных растворов: 0,9 % раствор натрия хлорида, раствор Рингера, 5 % и 10 % раствор глюкозы (декстрозы), 5 % раствор глюкозы с 0,9 % раствором натрия хлорида, 5 % раствор натрия бикарбоната.
Для инфузии следует использовать только свежеприготовленный раствор.
Взрослым и детям старше 12 лет — обычно по 1—2 г 2—3 раза в сутки (в зависимости от тяжести и локализации инфекции).
Обычно доза составляет 1 г каждые 8 ч или 2 г каждые 12 ч, которая эффективна при большинстве инфекций.
При тяжёлых или угрожающих жизни инфекциях (например, при бактериальном менингите), особенно у больных с нейтропенией и иммунодефицитом, применяется максимальная суточная доза Цефтазидима для взрослого — 6 г. Она вводится по 2 г через 8 часов либо по 3 г через 12 часов.
При инфекциях мочевого тракта назначают 500—1000 мг каждые 12 ч.
При неосложненной пневмонии и инфекциях кожи 500—1000 мг каждые 8 ч.
При инфекциях костей и суставов Цефтазидим назначают в/в по 2 г каждые 12 ч.
Больным муковисцидозом, при инфекциях легких, вызванных Pseudomonas spp. (псевдомонадами), Цефтазидим назначают в суточной дозе 100—150 мг/кг массы тела/сут (применение суточной дозы 9 г не вызывало осложнений у таких пациентов). Кратность введения — 3 раза/сут.
Для антибиотикопрофилактики послеоперационных инфекций после операции на предстательной железе — вводят 1 г перед индукцией анестезии, вторую дозу — при удалении катетера.
На фоне дисфункции почек (почечной недостаточности) дозы цефтазидима уменьшают (в зависимости от тяжести поражения):
| Клиренс креатинина                              | Доза                                                                                |
| ----------------------------------------------- | ----------------------------------------------------------------------------------- |
| более 50 мл/мин (0,83 мл/сек)                   | средняя рекомендуемая доза                                                          |
| 31—50 мл/мин (0,52—0,83 мл/сек)                 | по 1 г каждые 12 ч                                                                  |
| 16—30 мл/мин (0,27—0,5 мл/сек)                  | по 1 г каждые 24 ч                                                                  |
| 6—15 мл/мин (0,1—0,25 мл/сек)                   | по 0,5 г каждые 24 ч                                                                |
| менее 5 мл/мин (0,08 мл/сек)                    | по 0,5 г каждые 48 ч                                                                |
| пациенты, находящиеся на гемодиализе            | по 1 г после каждого сеанса диализа                                                 |
| пациенты, находящиеся на перитонеальном диализе | по 1 г после каждого сеанса диализа пациенты, находящиеся на перитонеальном диализе |

Приведённые в таблице дозы являются ориентировочными. Этой категории пациентов рекомендуют контролировать уровень цефтазидима в сыворотке крови, который не должен превышать 40 мг/мл.
Период полувыведения цефтазидима во время проведения гемодиализа составляет 3—5 ч.
При перитонеальном диализе Цефтазидим можно включать в диализную жидкость в дозе от 125 мг до 250 мг на 2 л диализной жидкости.
Пожилым (особенно старше 80 лет) — Цефтазидим назначается в максимальной суточной дозе З г/сут.
Детям, в зависимости от возраста и тяжести заболевания, вводят препарат в меньших дозах, в виде инфузии, в 2-3 приёма:
- в возрасте со 2-го месяца до 12 лет — 30—50 мг/кг в сутки
- в возрасте до 2 мес — по 25—60 мг/кг в сутки
- старше 2 мес — по 30—100 мг/кг в сутки

При тяжёлых инфекциях у детей с иммунодефицитом, муковисцидозе, менингите суточная доза Цефтазидима повышается до 150—200 мг/кг и делится на 3 введения. Максимальная суточная доза для детей не должна превышать 6 г.

## Побочные действия
- Со стороны пищеварительной системы: тошнота, рвота, диарея, транзиторное повышение активности печеночных трансаминаз, холестатическая желтуха, гепатит, псевдомембранозный колит.
- Со стороны системы кроветворения: при длительном применении в высоких дозах возможны изменения картины периферической крови (лейкопения, нейтропения, тромбоцитопения, гемолитическая анемия).
- Со стороны системы свертывания крови: гипопротромбинемия.
- Со стороны мочевыделительной системы: интерстициальный нефрит.
- Аллергические реакции: кожная сыпь, зуд, эозинофилия; редко — отек Квинке.
- Эффекты, обусловленные химиотерапевтическим действием: кандидоз.
- Местные реакции: флебит (при в/в введении), болезненность в месте инъекции (при в/м введении).

## Передозировка
- Симптомы: головная боль, головокружение, парестезии, в тяжелых случаях — генерализованные судороги.
- Лечение: поддержание жизненных функций, при развитии судорог — антиконвульсанты, у больных с поражением почек — перитонеальный диализ или гемодиализ.

## Взаимодействие
Фармацевтически несовместим с аминогликозидами, гепарином, ванкомицином. Нельзя использовать раствор натрия гидрокарбоната в качестве растворителя. «Петлевые» диуретики, аминогликозиды, ванкомицин, клиндамицин снижают клиренс, в результате чего возрастает риск нефротоксического действия. Бактериостатические антибиотики (в том числе хлорамфеникол) снижают действие препарата. Фармацевтически совместим со следующими растворами: при концентрации от 1 до 40 мг/мл — NaCl 0,9 %; натрия лактат; раствор Гартмана; декстроза 5 %; NaCl 0,225 % и декстроза 5 %; NaCl 0,45 % и декстроза 5 %; NaCl 0,9 % и декстроза 5 %; NaCl 0,18 % и декстроза 4 %; декстроза 10 %; декстран с мол.массой около 40 тыс. Da 10 % в растворе NaCl 0,9 % или в растворе декстрозы 5 %; декстран с мол.массой около 70 тыс. Da 6 % в растворе NaCl 0,9 % или в растворе декстрозы 5 %. В концентрациях от 0.05 до 0.25 мг/мл цефтазидим совместим с раствором для интраперитонеального диализа (лактат). Для в/м введения цефтазидим может быть разведён раствором лидокаина гидрохлорида 0,5—1 %. Оба компонента сохраняют активность, если цефтазидим в концентрации 4 мг/мл добавляют к следующим растворам: гидрокортизон (гидрокортизона натрия фосфат) 1 мг/мл в растворе NaCl 0,9 % или растворе декстрозы 5 %; цефуроксим (цефуроксим натрия) 3 мг/мл в растворе NaCl 0,9 %; клоксациллин (клоксациллин натрия) 4 мг/мл в растворе NaCl 0,9 %; гепарин 10 МЕ/мл или 50 МЕ/мл в растворе NaCl 0,9 %; KCl 10 мЭк/л или 40 мЭк/л в растворе NaCl 0,9 %. При смешивании раствора цефтазидима (500 мг в 1,5 мл воды для инъекций) и метронидазола (500 мг/100 мл) оба компонента сохраняют свою активность.